# Glendale (Kolorado)
Glendale – miasto w Stanach Zjednoczonych, w stanie Kolorado, w hrabstwie Arapahoe.

## Miasta partnerskie
- Playa del Carmen, Meksyk